# The Bridgeheads
The Bridgeheads byla bardejovská alternativní hudební skupina, založená v roce 2001 pod názvem The Bridge, který si v srpnu 2007 změnila na The Bridgeheads, protože skupina s tímto názvem již existovala.
Skupina se skládala ze zesnulého lídra Tomáše dAsKa (zpěv, kytara, klavír, hudba a texty), Josefa Lemeeho (kytara, klavír) a Michala Wispa (bicí). Skupina se v roce 2006 přesunula do Londýna, kde současně se změnou názvu ohlásila také vydání třískladbového EP s názvem Things. The Bridgeheads prodělali změnu sestavy a na posledních dvou turné představili nový zvuk bez baskytary, která byla nahrazena dAsKovým specifickým hraním na kytarových oktávách bez struny A. Skupina svou hudbu charakterizovala jako expresionismus. Po tříletém nahrávání vydali 22. května 2010 album Foreigners, a to ve formě stažení zdarma ze své oficiální stránky, originál byl později dražen na aukci.

## Historie

### Začátky a EP 'Things' (2006–2010)
Po přesunutí do Londýna v roce 2006 začali hledat nové jméno pro skupinu. Po prvních nahráváních nastala změna v sestavě a skupina skončila bez baskytaristy, což se později stalo jedním z jejích nejvýznamnějších znaků. The Bridgeheads se tedy oficiálně zformovali v roce 2007, a to v konečné sestavě Tomáš dAsK, Jozef Lemee a Michal Wisp. Ve stejném roce skupina vydala EP 'Things' o temné stránce lidské existence. „Už od začátku mělo toto město výrazný vliv na hudbu, kterou skládám,“ shrnul dAsK. Všechny následné turné a nahrávání podstoupila kapela pouze ve třech a dAsK přitom vynalezl specifický způsob hraní na kytarových oktávách bez struny A. V letech 2007 a 2008 The Bridgeheads odehráli několik koncertů v Evropě a Spojeném království, ale od srpna 2008 se již soustředili výhradně na nahrávání a kompletně přerušili koncertování až do roku 2010.

### Foreigners (2010)
The Bridgeheads nahrávali svůj LP debut Foreigners skoro 3 roky a to na více místech včetně studií The Hours Studios, Gravity Shack Studios a Middlesex University v Londýně.
V jednom z rozhovorů počátkem roku 2008 se dAsK vyjádřil: „Chci udělat album, které bych sám chtěl slyšet. Bude v něm smutek, radost, vzdor, všechny emoce, které máme v sobě... Ale i respekt k hudbě. Určitě to bude nejsilnější nahrávka, jakou jsme udělali. Máme silné melodie, plnou hlavu nápadů a nechceme podceňovat inteligenci posluchače.“
Několik týdnů před vydáním LP napsal dAsK na oficiální scrapbook kapely: „... bylo velmi vyčerpávající dostat věci na správné místo. Po zvukové stránce to bylo jako malovat obraz, kde každý tah štětce má své místo a když ho dáš jinde, vše ztratí svůj význam. Celá deska pro mě znamená to, co Guernica pro Picassa nebo Slunečnice pro Van Gogha. Má hloubku a hodnotu, které jsem si plně vědom.“
Album bylo vydáno ke stažení zdarma přímo z webové stránky skupiny 22. května 2010 a skupina požádala fanoušky aby o něm blogovali a posunuli ho dál k těm, co by ho měli slyšet. Stahování bylo doprovázeno zprávou od dAsKa: „...album, na kterém jsme dělali poslední 3 roky je hotové a jeho název je Foreigners. Může vyžadovat několik slyšení, aby se odkryly všechny detaily a hodnota, a také abyste se dostali do jeho netradičního zvuku bez baskytary. Přáli bychom si, aby bylo poslouchané jako jeden celek...“
11. listopadu 2010 dali The Bridgeheads do aukce jediný, ručně vyrobený originál alba. Ten obsahoval dvanáctou skladbu, kterou může slyšet pouze jeho jediný vlastník, dAsKovu originální olejomalbu, kresby a ručně napsané texty, které byly použity na bookletu a také podpisy členů kapely. Vyvolávací cena originálu alba je 10 000 liber. dAsK se také rozhodl vytvořit zcela sám jedenáct videí, aby zdůraznil stejnou hodnotu každé skladby na albu. Všechna videa mají být postupně zveřejňována na oficiální stránce kapely.
The Bridgeheads plánovali vydat Foreigners i fyzicky. Po tragické smrti svého zpěváka však v roce 2010 oficiálně ohlásili odchod z hudební scény.

## Členové skupiny

### Poslední sestava
- Tomáš dAsK - zpěv, kytara, piáno, songwriting
- Jozef Lemmee - kytara
- Michal Wisp - bicí

### Bývalí členové
- Jaroslav Geci – basová kytara (2001–2006)
- Roman Šesták – bicí (2001–2003)
- Martin Sid – basová kytara (2006–2007)

## Diskografie

### Studiové alba
- Citizen bridge (2005)
- Foreigners (2010)

### EP
- Things (10. září 2007)